# Emotionele ontwikkeling
Emotionele ontwikkeling is de manier waarop kinderen in toenemende mate hun emoties bewust ervaren en grip krijgen op hun emoties. De emotionele ontwikkeling heeft een sterke samenhang met de sociale ontwikkeling van kinderen. Emoties spelen een belangrijke rol bij contacten tussen mensen en de aanpassing van mensen aan hun omgeving.

## Inleiding
Lange tijd werden kinderen beschouwd als kleine volwassenen werd er na een relatief korte periode van kinderen verwacht dat ze hun plek innamen in de maatschappij. In het begin van de 20e eeuw veranderde dit beeld van het kind en ging men de kindertijd zien als een bijzondere fase in de menselijke ontwikkeling. Naast naar de lichamelijke ontwikkeling binnen de medische wetenschap wordt de geestelijke ontwikkeling onderzocht binnen de ontwikkelingspsychologie. Onderzoek gedaan naar de emotionele ontwikkeling van kinderen richt zich veelal op de vraag of emoties voortkomen uit rijping van de hersenen of uit oefening en de regulatie van emoties en bijpassend gedrag. De emotionele ontwikkeling van kinderen is een doorgaand proces waarin een aantal stadia onderscheiden kunnen worden. Deze stadia zijn niet scherp afgebakend, maar geven een indicatie waarin een bepaalde ontwikkeling zich kan afspelen.

## Ontwikkelingsstadia

### Baby
Vlot na de geboorte toont een baby veelal tekenen van tevredenheid, belangstelling en verdriet. Het gaat hierbij om spontane, reflexmatige emotionele gedragingen die meestal verklaard kunnen worden als fysiologische reacties op zintuiglijke stimulatie 
of interne processen, waarbij de baby huilt wanneer deze zich onprettig voelt en een reflexmatige glimlach laat zien bij tevredenheid. Als de baby zo ongeveer 6 weken oud is, laat deze een eerste, bewuste glimlach zien en langzaamaan verdwijnt de reflexmatige glimlach. Het bewust glimlachen, de sociale glimlach, gaat gepaard met oogcontact. Het verdwijnen van de reflexmatige emotionele gedraging gaat gelijk op met het functioneel worden van de hersenschors gedurende de eerste drie levensmaanden. Zo rond de 9 maanden gaan de frontale hersenen communiceren met het limbisch systeem, het hersengedeelte dat in verband wordt gebracht met emotionele regulatie. Op emotioneel gebied ontstaat in deze periode angst voor het onbekende. Ook is te zien dat baby's van deze leeftijd sterk letten op de gezichtsuitdrukkingen van hun verzorgers. Baby's beginnen vaak te kruipen en gaan op onderzoek uit, waarbij ze hun onderzoek voortzetten als verzorgers hen bemoedigend toelachen, maar staken als verzorgers hen afkeurend of angstig toekijken.

### Peuter
De peutertijd kenmerkt zich door een groeiende bewustwording van het eigen ik en de taalverwerving. Beetje bij beetje leren peuters dat ze enige mate van grip hebben op hun emoties. Het onder woorden brengen van wat ze voelen helpt hen daarbij. Culturele verschillen in het tonen van emoties beginnen zichtbaar te worden gedurende de peutertijd. Peuters leren bij welk gedrag, welke emotie als passend wordt ervaren in verschillende situaties. Nadat de peuter ontdekt heeft los te staan van de wereld om zich heen, leert deze zich verplaatsen in andermans gevoel. Een teken van empathie, inleven in andermans gevoel, is te zien als een peuter een poging onderneemt om een ander te troosten.

### Schoolkind
Naast een groeiende empathie ontwikkelt een kleuter gevoelens van schaamte en trots. Deze emoties worden beschouwd als aangeleerde emoties en zijn erg cultureel bepaald. Gedurende de kleutertijd worden deze emoties nog veel toegeschreven aan anderen. Op latere leeftijd beschrijven kinderen deze emoties pas als eigen gevoelens. Kinderen ontdekken dat ze meerdere gevoelens gelijktijdig kunnen ervaren. In eerste instantie is het lastig om de verschillende emoties los van elkaar waar te nemen, ook omdat het vaak tegenstrijdige emoties betreft. Als een kind een rode fiets krijgt, kan het blij zijn met de nieuwe fiets, maar gelijktijdig teleurgesteld omdat de fiets niet blauw is.

### Pubers
Pubers zijn zich over het algemeen zeer bewust van hun eigen emoties en de emoties van anderen. Ze beschikken over een uitgebreide woordenschat waarmee ze hun eigen emoties en die van anderen kunnen beschrijven. Pubers zijn in staat invloed uit te oefenen op hun eigen emotioneel gedrag en hun emotieregulatie heeft zich ontwikkeld. Ze zijn in staat om verschillende situaties te interpreteren en weten welk gedrag en welke emotie gepast er van hen verwacht wordt en kan daar ook op inspelen. 